# Dominikana na Letnich Igrzyskach Olimpijskich 1972
Dominikanę na Letnich Igrzyskach Olimpijskich 1972 reprezentowało pięciu zawodników (sami mężczyźni). Był to trzeci start reprezentacji Dominikany na letnich igrzyskach olimpijskich.

## Skład kadry

### Judo
Mężczyźni
| Zawodnik      | Konkurencja | Eliminacje         | Eliminacje | Repasaże      | Repasaże      | Półfinał         | Finał            | Finał   |
| Zawodnik      | Konkurencja | Przeciwnik         | Wynik      | Przeciwnik    | Wynik         | Przeciwnik Wynik | Przeciwnik Wynik | Pozycja |
| ------------- | ----------- | ------------------ | ---------- | ------------- | ------------- | ---------------- | ---------------- | ------- |
| Juan Chalas   | -63 kg      | Gustaaf Lauwereins | P          | Nie awansował | Nie awansował | Nie awansował    | Nie awansował    | 19.     |
| Carlos Socias | -80 kg      | Philip lllingworth | P          | Nie awansował | Nie awansował | Nie awansował    | Nie awansował    | 19.     |

### Podnoszenie ciężarów
Mężczyźni
| Zawodnik      | Konkurencja | Wyciskanie | Wyciskanie | Rwanie   | Rwanie  | Podrzut  | Podrzut | Razem    | Pozycja |
| Zawodnik      | Konkurencja | Wynik      | Pozycja    | Wynik    | Pozycja | Wynik    | Pozycja | Razem    | Pozycja |
| ------------- | ----------- | ---------- | ---------- | -------- | ------- | -------- | ------- | -------- | ------- |
| Emilio Berroa | -82,5 kg    | 127,5 kg   | 20.        | 122,5 kg | 15.     | 157,5 kg | 16.     | 407,5 kg | 17.     |

### Strzelectwo
| Zawodnik        | Konkurencja | Wynik | Pozycja |
| --------------- | ----------- | ----- | ------- |
| Riad Yunes      | skeet       | 166   | 58.     |
| Domingo Lorenzo | skeet       | 142   | 62.     |